# Diluvion
Diluvion — компьютерная игра разработчик студия Arachnid Games , издатель Gambitious Digital Entertainment . Жанр игры Action/RPG. Игра вышла на платформах Microsoft Windows и macOS . Выход игры состоялся 2 февраля 2017 года.
Разработчики в списке источников вдохновения для игры причисляют писателя Жюль Верна, игру Freelancer и серия игр Wing Commander.

## Об игре
В мире игры произошел глобальный катаклизм. Вся поверхность планеты оказалась покрыта водой, над которой образовался толстый слой льда, полностью закрывший планету от солнца и звезд.
Однако люди не погибли в новых природных условиях, в каких оказались, а смогли адаптироваться к ним. Теперь весь мир состоит из подводных глубин. В новом мире появились новая цивилизация с королевствами, культурами и религией.
В игре игрок будет путешествовать в новом мире на своей субмарине (где он капитан), по ходу игры можно будет покупать новые субмарины, нанимать экипаж, покупать более мощное вооружение (артиллерийские орудия и торпедные аппараты) и усиливать броню, чтобы увеличить предельную глубину погружения и то количество урона, которое субмарина способна выдержать, так как в морских глубинах много пиратов и морских чудовищ врагов которые захотят вас убить.
Также в глубинах есть порты, в которых можно торговать, общаться с её жителями, нанимать новую команду и выполнять задания. Игрок, проходя игру, получает возможность строить свою морскую базу, где будут храниться все субмарины, которые купил игрок (игрок может выбирать, какую в этот раз он возьмет для морской прогулки), и некоторые члены команды будут находиться на базе до вашего возвращение (так как всех за раз взять нельзя), улучшая базу, вы улучшите репутацию и богатство, какое будет там храниться. Если много улучшать базу, то в ней появятся торговцы диковинками, и можно будет открыть бар для бывалых моряков (где будут появляться опытные моряки которых можно нанять).

## Разработка
10 июня 2015 проект игры появился на сайте Kickstarter где разработчики хотели собрать денег на создание игры требовалось 40 тысяч долларов. После успешного завершения собрания средств разработчики начали создавать игру. Но 11 августа 2016 разработчики объявили что выпустят игру не только в Kickstarter, но и с помощью издателя Gambitious Digital Entertainment. Игра была выпущена 2 февраля 2017.

## Отзывы
| Сводный рейтинг | Сводный рейтинг |
| Агрегатор       | Оценка          |
| --------------- | --------------- |
| GameRankings    | 64,94 %         |